# 루키 (대한민국의 드라마)
《루키》는 2000년 12월 11일부터 2001년 1월 30일까지 방송되었던 SBS 월화 드라마로 젊은이들의 회사 생활을 통한 우정과 사랑을 그렸다. 다만, 방영 전의 캐스팅 문제 등으로 홍역을 치렀으며 그 탓인지 KBS 2TV 월화 드라마와의 경쟁에서는 이겼으나 MBC 월화 드라마 《아줌마》와의 경쟁에서 시청률 참패를 당해 이러지도 저러지도 못하는 성적에 그쳐 SBS 월화 드라마 《은실이》 이후 이어진 SBS 월화 드라마 징크스를 벗어나지 못했다.

## 제작진

### 조연출
- 백수찬
- 박영수

### 극본
- 주은희

### 연출
- 고흥식

## 출연진
- 유동근: 엄순대 역
- 황신혜: 조수미 역
- 김승수: 차현세 역
- 박정철: 유시한 역
- 소유진: 엄순경 역
- 조재현: 허장석 역
- 오승현: 홍연실 역
- 강성연: 나진심 역
- 임현식: 나동보 역
- 박원숙: 윤사연 역
- 이희도: 천과장 역
- 최성준: 방대리 역
- 이서연: 주연 역
- 김소이: 정숙 역
- 박영지
- 신윤정
- 권오영
- 김성훈
- 김형범
- 백승욱
- 도기석
- 한상진
- 민지영
- 원숙희
- 이다연

## 편성 변경
- 2001년 1월 22일 : 13 ~ 14회 연속 편성

## 결방 사유
- 2001년 1월 23일 : 설 특선영화 《리쎌웨폰 4》 편성으로 인해 결방

## 참고 사항
- 당초 엄순경 역은 스타급 연기자들이 물망에 올랐으나 영화 촬영 등의 문제로 고사하자 KBS 2TV 월화 드라마 《RNA》 등에 출연한 임유진이 발탁됐으며 이 과정에서 나진심 역은 김정은이 낙점됐다[1].
- 하지만, 제작진은 엄순경 역의 임유진이 배역에 비해 너무 어리게 보인다는 탓인지 설득 끝에 소유진을 대타로 올렸으며 이 과정에서 나진심 역의 김정은도 출연을 포기했는데[2] 이들 중 후속 프로그램 SBS 월화 드라마 《여인천하》에도 캐스팅된 김정은은 연이은 출연에 대한 부담과 처음 도전하게 되는 사극 준비에 충실하기 위해 하차를 결심한 것으로 알려졌다[3].
- 그러나, 강성연이 출연해 온 SBS 월화 드라마 《덕이》와 촬영이 겹쳐 몸이 피곤할 것 같다는 부담을 안아야 했으며[4] 이런 혼란 탓인지 KBS 2TV 월화 드라마와의 경쟁에서 이겼지만 MBC 월화 드라마 《아줌마》와의 경쟁에서 시청률 참패를 당하여 이러지도 저러지도 못하는 성적에 그쳐 SBS 월화 드라마 《은실이》 이후 이어진 SBS 월화 드라마 징크스를 벗어나지 못했다.